# 櫛生村
櫛生村（くしうむら）は、1954年（昭和29年）まで愛媛県喜多郡にあった村である。昭和の合併で長浜町に，さらに2005年（平成17年）平成の合併により大洲市となった。現在の大洲市の北西部、伊予灘に面した漁村であった。後に「くしゅう」と呼ばれるようになり、現在の表記は「くしゅう」となっている。

## 地理
現在の大洲市の北西部。肱川河口の西側、北を伊予灘に面している。中央構造線に沿う形で北東から南西方向に断層崖海岸が走り、背後（南）には斉藤山、張木山や高手山などの500m級の山々を境に大和村に接している。東は、肱川をはさんで長浜。西は出海村に接する。
平地には恵まれない。沖浦は肱川河口の小規模な三角州上に位置し、須沢や櫛生には小規模ながら河川によって形成された砂浜海岸がある。

## 社会

### 地域・集落
集落の構成
地形から集落は連続して形成されず、3か所に固まっている。東（長浜側）から沖浦（おきうら）、須沢（すさわ）、櫛生（古くはくしう、近年はくしゅうと呼ぶ）の3つ。
これらは明治初期からの村であり、櫛生村となってからも地域名としては受け継がれたものの、大字はなし。長浜町となってから3つとも大字とされた。
大洲市になってからは、長浜町を冠するが大字は略し例えば「大洲市長浜町櫛生」となった。
集落の特徴
3集落共に漁村であるが、とりわけ沖浦は肱川河口に位置し、古くから沿岸漁業が盛んであった。沖浦と櫛生には公民館や学校（櫛生）などもあった。櫛生集落には櫛生川に沿って山の中腹まで小集落が形成されている。

### 行政
役場

### 人口・世帯数
- 1904年（明治37年）　407戸、2056人
- 1921年（大正10年）　402戸、2334人

### 教育
櫛生小学校が合併し長浜町となってからも存在していたが、大洲市になってから後の2012年（平成24年）に閉校になり、当村地域に小中学校は現存しなくなった。
- 小学校

沖浦小学校　1948年（昭和23年）長浜小学校に統合
櫛生小学校　2012年（平成24年）3月閉校
- 中学校　1966年（昭和41年）長浜中学校に統合[4]

## 歴史
藩政期
- 大洲藩領。浜手筋。
- 1813年（文化10年） - 沖浦の農民たちが藩に願い出て対岸の長浜との綱代の協定が成立、沿岸漁業が発展する礎となった。

明治以降
- 1875年（明治8年） - 久生学校開設。
- 1889年（明治22年）12月15日 - 市制・町村制実施により、櫛生村がそのまま櫛生村として存続。喜多郡に属す。
- 1912年（大正元年） - 電灯ともる。
- 1955年（昭和30年）1月1日 - （旧）長浜町、喜多灘村、大和村、出海村、白滝村との合併により、新たな長浜町となる。

```
櫛生村の系譜
（町村制実施以前の村）　（明治期）
　　　　　　　　　　　　町村制施行時
櫛生　　　━━━━━━ 　櫛生村 ━━━━━━━━━━━━┓
　　　　　　　　　　　　　　　　　　　　　　　　　　　　┃
　　　　　　　　　　　　　　            長浜町　　━━━┫（昭和30年1月1日）
　　　　　　　　　　  　　　　　　　　　喜多灘村　━━━╋━━　長浜町
　　　　　　　　　　　　　　　　　　　　大和村　　━━━┫
　　　　　　　　　　　　　　　　　　　　出海村　　━━━┫
　　　　　　　　　　　　　　　　　　　　白滝村　　━━━┛

（注記）長浜町ほかの合併まで、及び長浜町の平成の合併の系譜については、それぞれの町村の記事を参照のこと。

```

## 産業
農産物では、米、麦、雑穀、大豆、ゴマ、葉タバコ、しいたけ等を産する。平地には恵まれないため、零細規模である。太平洋戦争後、北斜面地が多いものの柑橘栽培が導入された。
海産物では、フグ、タイ、サヨリなどの魚類のほか、タコ、エビ、コンブ、海苔、ワカメ、サザエ、ナマコなど。

## 交通
最寄り駅は国鉄予讃本線伊予長浜駅で、同駅が村への入り口。
道路では、沖浦と対岸の長浜との間に開閉橋で知られる長浜大橋があり、さらに海岸に沿って櫛生、さらに隣村の出海村へとつながってるが断崖が続く。幅員が十分でない区間があり、1956年（昭和31年）には路線バスが転落し、死者9名を出す事故が発生している（長浜町バス転落事故）など、交通事情は悪かった。しかしながら国道378号として次第に整備され、現在は「夕焼けこやけライン」と愛称がつけられている。
櫛生から山越えに豊茂と結ぶ道路もある。

## 名所
- 沖浦観音
- 網掛岩
- ライオン岩